# ایوو ون دم
ایوو ون دم (انگلیسی: Ivo Van Damme؛ ۲۱ فوریه ۱۹۵۴ – ۲۹ دسامبر ۱۹۷۶ (aged 22)) ورزشکار دو و میدانی اهل بلژیک بود.
وی در مسابقات کشوری و بین‌المللی در مجموع برندهٔ ۱ مدال طلا، ۳ مدال نقره شده‌است.